# Angolskie Siły Powietrzne
Narodowe Siły Powietrzne Angoli (portug. Força Aérea Nacional de Angola) w skrócie FANA to jeden z trzech rodzajów Sił Zbrojnych Angoli.
Obecnie FANA posiadają niespełna trzysta maszyn co czyni je jednymi z najliczniejszych sił powietrznych w Afryce.

## Historia
Siły powietrzne zostały utworzone 21 stycznia 1976 roku jako Ludowe Siły Powietrzne, Obrony Powietrznej i Przeciwlotniczej Angoli, a pierwsze dostawy radzieckich MiG-ów zostały zrealizowane w grudniu 1975 roku, a więc jeszcze przed ich formalnym utworzeniem. W listopadzie 1981, październiku 1982 i wrześniu 1987 miały miejsce starcia z lotnictwem RPA. W latach 1983–85 z pomocą rumuńskich specjalistów utworzono Angolską Wojskową Szkołę Lotniczą.

## Struktura i szkolenie
Narodowe Siły Powietrzne Angoli są kierowane przez szefa sztabu FANA (Chefe do Estado-Maior da FANA). Stanowisko to jest podległe szefowi sztabu generalnego Sił Zbrojnych Angoli.
FANA kierują się radzieckim/rosyjskim modelem organizacyjnym, w którym jednostkami lotniczymi są pułki lotnicze (regimentos de aviação), a każdy z pułków podzielony jest na eskadry (esquadrões). Oprócz pułków lotniczych istnieje także Szkoła Szkolenia Pilotów.
Bazy i wyposażenie pułków angolskiego lotnictwa:
- 25 pułk lotnictwa myśliwskiego (baza Kuito)
  - 11 eskadra myśliwska (MiG-21)
  - 12 eskadra myśliwska (MiG-23)
  - 13 eskadra myśliwska (Su-27)
- 26 pułk lotnictwa myśliwskiego (baza Moçâmedes)
  - 14 eskadra myśliwska (Su-24)
  - 15 eskadra myśliwska (Su-22)
  - 16 eskadra myśliwska (Su-25)
- 24 pułk szkolny (baza Menongue)
  - 8 eskadra szkolna (L-39, EMB-312, PC-7, PC-9)
  - 9 eskadra szkolna (L-29, MiG-15UTI, Jak-11, PC-6)
  - 10 eskadra szkolna (Cessna 172, Z-142C)
- 23 pułk transportowy (baza Luanda)
  - 5 eskadra transportowa (An-2, An-12, An-24, An-26, An-28, An-32, An-72, An-74, Fokker F27, C-212, BN-2A, Do-27, Do-228)
  - 6 eskadra transportowa (Ił-76, C-130, L-100-20, Boeing 707)
  - 7 eskadra transportowa (Boeing 707 i Embraer 120 Brasilia)
- 21 pułk śmigłowców transportowych (baza Luena)
  - 1 eskadra śmigłowcowa (SA-315, IAR-316, SA-342, AB-212, SA-365)
  - 2 eskadra śmigłowcowa (Mi-8, Mi-17, AS-532)
- 22 pułk śmigłowców bojowych (baza Huambo)
  - 3 eskadra śmigłowcowa (Mi-25, Mi-35, AS-565, SA-342)
  - 4 eskadra śmigłowcowa (Mi-24, Mi-25, Mi-35)

## Wyposażenie
| Zdjęcie                     | Samolot                   | Producent           | Typ                         | Wersja              | Ilość               | Uwagi |
| Samoloty myśliwskie         | Samoloty myśliwskie       | Samoloty myśliwskie | Samoloty myśliwskie         | Samoloty myśliwskie | Samoloty myśliwskie | Samoloty myśliwskie                                                                                      |
| --------------------------- | ------------------------- | ------------------- | --------------------------- | ------------------- | ------------------- | --- |
|                             | Mig-21                    | ZSRR                | myśliwski                   |                     | 23                  | |
|                             | MiG-23                    | ZSRR                | myśliwski                   |                     | 22                  | kilka maszyn pozyskano z Białorusi po wycofaniu ich z tamtejszych sił powietrznych                       |
|                             | Su-22                     | ZSRR                | myśliwsko- bombowy          |                     | 14                  | kilka maszyn pozyskano z Białorusi po wycofaniu ich z tamtejszych sił powietrznych                       |
|                             | Su-30                     | RosjaZSRR           | wielozadaniowy              |                     | 12                  | Angola pozyskała 12 używanych Su-30KN z Indii. Przed dostarczeniem przechodzą modernizację na Białorusi. |
| Samoloty szturmowe          |                           |                     |                             |                     |                     | |
|                             | Su-25                     | ZSRR                | samolot bliskiego wsparcia  |                     | 12                  | |
|                             | Embraer EMB-314           | Brazylia            | samolot bliskiego wsparcia  |                     | 6                   | |
| Specjalnego przeznaczenia   |                           |                     |                             |                     |                     | |
|                             | CASA C-212                | Hiszpania           | patrol morski               | 1                   |                     | |
|                             | Cessna Citation I         | USA                 | patrol morski               | 1                   |                     | wyposażony w radar Seaspray AESA i czujnik elektrooptyczny                                               |
| Samoloty transportowe       |                           |                     |                             |                     |                     | |
|                             | An-12                     | ZSRR                | taktyczny transportowiec    |                     | 8                   | |
|                             | An-26                     | ZSRR                | taktyczny transportowiec    |                     | 1                   | |
|                             | An-32                     | ZSRRUkraina         | taktyczny transportowiec    |                     | 5                   | |
|                             | An-72                     | ZSRRUkraina         | taktyczny transportowiec    |                     | 6                   | |
|                             | CASA C-212                | Hiszpania           | transportowiec użytkowy     | C-212               | 1                   | |
|                             | Ił-76                     | ZSRR                | transportowiec strategiczny |                     | 7                   | |
|                             | Dahera Kodiaka            | USA                 | transportowiec użytkowy     | Kodiak 100          | 3                   | |
|                             | Xi’an MA60                | Chiny               | transportowiec użytkowy     | MA60                | 2                   | |
| Śmigłowce                   |                           |                     |                             |                     |                     | |
|                             | Bell 212                  | USA                 | śmigłowiec transportowy     |                     | 9                   | |
|                             | Mi-8/17/171               | RosjaZSRR           | śmigłowiec transportowy     | Mi-8 Mi-17          | 66                  | |
|                             | Mi-24                     | ZSRR                | śmigłowiec szturmowy        |                     | 15                  | |
|                             | Aérospatiale Alouette III | Francja             | śmigłowiec użytkowy         | SA316 SA319 SE3160  | 21                  | |
|                             | Aérospatiale Gazelle      | Francja             | śmigłowiec użytkowy         | SA342               | 8                   | |
|                             | AgustaWestland AW101      | Włochy              | śmigłowiec użytkowy         | AW109               | 2                   | |
|                             | AgustaWestland AW149      | Włochy              | śmigłowiec użytkowy         | AW139               | 4                   | |
| Samoloty szkolno-treningowe |                           |                     |                             |                     |                     | |
|                             | Aero L-29 Delfín          | Czechosłowacja      | szkolenie zaawansowane      | L-29                | 6                   | |
|                             | Aero L-39 Albatros        | Czechy              | szkolenie zaawansowane      | L-39                | 4                   | |
|                             | Embraer EMB 312 Tucano    | Brazylia            | szkolenie zaawansowane      | EMB-312             | 12                  | |
|                             | Hongdu JL-8               | Chiny               | szkolenie zaawansowane      | K-8                 | 12                  | |
|                             | Pilatus PC-7              | Szwajcaria          | szkolenie podstawowe        | PC-7                | 22                  | |
|                             | Pilatus PC-9              | Szwajcaria          | szkolenie podstawowe        | PC-9                | 4                   | |
|                             | Su-27                     | RosjaZSRR           | szkolenie podstawowe        |                     | 1                   | |